# Yozakura Quartet
Yozakura Quartet (яп. 夜桜四重奏 ～ヨザクラカルテット～ Ёдзакура Карутэтто, Вишневый Квартет) — японская манга, созданная Судзухито Ясудой. Впервые начала публиковаться издательством Коданся в 2006 году. Всего выпущено 26 томов. Mанга была лицензирована на территории США компанией Del Rey Manga. Это также первая самостоятельная работа Судзухито Ясуды, до этого он работал в качестве дизайнера и иллюстратора над такими работами, как Kamisama Kazoku и Durarara!!.
На основе сюжета манги студией Nomad был выпущен аниме-сериал, который транслировался по телеканалу TBS по средам с 3 ноября по 19 декабря 2008 года. Всего было выпущено 12 серий аниме. По объявлению автора манги, сериал должен был выйти одновременно с 9 томом манги. Позже были также выпущены 3 OVA серии, первая серия вышла 8 октября одновременно с выходом 10 тома манги.

## Сюжет
Действие разворачивается вокруг 4-х подростков: Акина, Химэ, Ао и Котоха. Каждый из них обладает уникальными способностями. Они управляют офисом под названием жизнь Хидзуми, главной задачей которого является услуги помощи и защиты жителей Сакурасин, городка, где люди и ёкаи мирно сосуществуют. Город же защищён барьером духовной сакурой, известный как 7 столпов. Столпы существуют в мире людей и ёкаев и действуют в качестве переходного портала между двумя мирами. Однако в последнее время в городе происходили странные происшествия, которые угрожают безопасности города. Новая задача четвёрки — решить данную проблему и защитить город.

## Список персонажей
Акина Хиидзуми (яп. 比泉 秋名 Хиидзуми Акина) — молодой 18-летний парень. Глава офиса Хиидзуми и единственный человек, среди своих коллег. Обладает способностью отправлять ёкаев обратно в их мир и изолировать их связь со внешним миром. Этой способностью обладает также семья Хиидзуми, и она получила название оякумэ. Во время использования оякумэ, волосы Акины становятся длиннее. В манге он может использовать свои силы, начиная с 8 главы. Как носитель силы оякумэ, Акина обязан зачать сына, обладающего такой же силой, как и у него, для того чтобы дальше поддерживать баланс равновесия в городе. Предыдущим носителем аякумэ был дед Акины.
Сэйю: Юки Кадзи
Химэ Яридзакура (яп. 槍桜 ヒメ Яридзакура Химэ) — шестнадцатилетняя девушка из средней школы со сверхъестественными способностями (в аниме она — древний дракон, принявший человеческую форму). В манге является мэром города. Она носит всегда при себе шарф, сделанный Акиной, который прикрывает шрам, оставленный Яэ Синацухико, чтобы высвободить всех ёкаев, запечатанных в Химэ. Любит много есть, особенно еду, приготовленную Акиной. Волнуется за свой вес и патрулирует город каждый день. Надеется стать великим мэром, как её бабушка. Была воспитана ею, так как её родители из пропавшего поколения. С виду кажется суровой, но у неё доброе сердце. В аниме 2008 года дружит с Гином и Акиной, в манге и в аниме 2010 года она влюблена в Акину и не знает о Гине.
Сэйю: Мисато Фукуэн
Ао Нанами (яп. 七海 アオ Нанами Ао) — ей 15 лет, и она — сатори, работающая в офисе Хиидзуми. Работает в качестве городского диктора. У неё есть кошачьи ушки, которые она обычно прячет под шляпой. Может читать мысли живых существ и благодаря этой способности понимать животных. Может также чувствовать шаги, которые человек собирается предпринять в будущем. У неё есть особый прибор, который позволяет читать мысли всех горожан города, но это отнимает слишком много сил. В манге, как и Химэ, любит очень много есть. У неё есть старший брат по имени Гин, который пропал без вести до начала серии.
Сэйю: Саки Фудзита
Котоха Исонэ (яп. 五十音 ことは Исонэ Котоха) — ученица средней школы. Ей 16 лет. Когда-то была человеком, но в детстве стала одержимой ёкаями и после этого превратилась в полу-человека и полу-ёкая. Может призывать вещи и оружие, всего лишь называя их по именам, хотя для некоторых вещей нужны более длинные призывы. Однажды посещала Германию, Кобленц. Очень хорошо поёт, и популярна среди своих друзей. В 10 главе манги признаётся, что является лесбиянкой. Может использовать силу, когда происходят даже незначительные происшествия, создавая лишние проблемы.
Сэйю: Миюки Савасиро
Эндзин Хиидзуми (яп. 比泉 円神 Хиидзуми Эндзин) — главный злодей истории. Ёкай, который решил по неизвестным причинам разрушить барьер, защищающий город. Позже выясняется, что он не имеет физического тела и является, по сути, частью Гина, брата Ао и бывшего друга Химэ и Акины. Когда Акина впервые встречается с Эндзином, он не может использовать силу против него, так как знает, что он связан с Гином, и может изгнать его из мира людей.
Сэйю: Томокадзу Сэки
Кёсукэ Киси (яп. 岸 恭助 Киси Кё:сукэ) — ему 18 лет, и он, как правило, помогает Химэ. Он — о́ни, обладает огромной силой и носит печать на руке в форме браслета. Он плохо относится к Акине и считает, что город не нуждается в помощи его клана. В манге он считает, что из-за Акины страдают Ёкаи в человеческом мире. Акина же высмеивает его, отвечая, что Кёсукэ страдает комплексом сестры. Такие переговоры, как правило, заканчиваются дракой.
Сэйю: Дайсукэ Оно
Тока Киси (яп. 岸 桃華 Киси То:ка) — ученица средней школы и младшая сестра Кёсукэ. Ей 16 лет. Она также является сотрудником отдела консультации офиса Хиидзуми. Она, как и её брат, — о́ни. Влюблена в Акину, чем сильно недоволен Кёсукэ. В манге, в отличие от брата, не может контролировать свои силы даже с печатью. В аниме её контроль над силами значительно выше.
Сэйю: Харука Томацу
Рин Адзума (яп. 東 鈴 Адзума Рин) — она Цзян Ши, которая недавно переехала в город и не нуждается во сне. Она ненавидит звёздное небо из-за внутреннего страха. Так в детстве над ней издевались одноклассники, из-за чего начала расти её ненависть к людям. Это продолжалось до тех пор, пока её не спас Акина. Работает в магазине доставки. В манге она уже в начале работала в службе доставки лапши. По сюжету аниме она ненавидела людей, так как на неё раньше охотились, пока не встретила Дзакуро, охотницу на демонов, которая стала её первым другом.
Сэйю: Ай Матаёси
Дзакуро Курумаки (яп. 狂巻 ざくろ Курумаки Дзакуро) — первая подруга Рин, а также первая охотница на демонов, напавшая на Сакурасин. Дзакуро — некромант, и способна контролировать всё, что когда-либо жило: от растений до Ёкаев. Так она управляла движениями Рин. Позже начала работать в том же магазине, что и она. Дзакуро долгое время боялась быть изгнанной из города, но всё изменилось, когда она стала официальным жителем города.
Сэйю: Каору Мидзухара
Юхи Синацухико (яп. 士夏彦 雄飛 Синацухико Ю:хи) — он появляется в облике маленького мальчика, хотя на самом деле является древним существом, который вот уже 200 лет присматривает за городом Сакурасин. Он — бог земли, и порой внушает страх главным героям и прочим ёкаям. Питает слабость к красивым девушкам. Хотя он и бог земли, Юхи выполняет роль защитника Мариибель. Так как у каждой земли может быть только один бог, он не является хозяином земли Сакурасин. Поддерживает детскую форму для Яэ, которая считает, что это мило. Однако порой он все же принимает взрослую форму. Упоминает, что до Яэ был хозяином Сакурасин.
Сэйю: Сати Мацумото
Мариябель (яп. マリアベル Мариабэру) — помощница мэра, помогающая Юхи. Она бессмертная, 200 лет назад умерла от болезни, но была воскрешена отцом, который использовал её тело, чтобы спасти от болезни её брата и всю деревню. Она превратилась в живого мертвеца, но была спасена Юхи и в знак благодарности стала его помощником. Любит есть исключительно японские блюда и видеть Юхи только в детской форме, испытывая антипатию к нему, когда тот принимает взрослую форму.
Сэйю: Риэ Танака
Яэ Синацухико (яп. 士夏彦 八重 Синацухико Яэ) — младшая сестра Юхи, называет его «Аники» (яп. 兄貴  — старший брат). Она, как и он, — богиня земли. Одета в костюм мико, и носит при себе 2 катаны. Может разрезать ими практически всё, даже машины. Обожает медведей и плюшевые игрушки — однажды даже оделась в костюм медведя, чтобы остановить воров. Много веков следовала за братом и в результате стала хозяйкой земли Сакурасин.
Сэйю: Нацуко Куватани
Кана Татэбаяси (яп. 館林火奈 Татэбаяси Кана) — сестра-близнец Мины. Наполовину русалка, наполовину вампир. Больше вампир, чем русалка. Достаточно сдержанная и робкая натура. Вместе с сестрой, часто наблюдают за схватками, сидя в машине.
Сэйю: Юка Инокути
Мина Татэбаяси (яп. 館林 水奈 Татэбаяси Мина) — сестра-близнец Каны. Наполовину русалка, наполовину вампир. В отличие от сестры, больше русалка, чем вампир. Более активная и уверенная, чем Кана. Часто наблюдают за схватками, сидя в машине.
Сэйю: Аяхи Такагаки
Виктория Джули Франкенштейн (яп. V・じゅり・F（ヴィクトル・じゅり・フランケンシュタイン） Викутору Дзюри Фуранкэнсютайн) — медсестра, работающая в городской больнице. Приехала в Сакурасин из Англии, так как хотела встретиться со своим дальним родственником. Однако он умер ещё тогда, когда бабушка Химэ была ребёнком. Маленькой ненавидела взрослых, думая, что они не слушают младших. Её младшая сестра, очень любившая Джули, делала все возможное, чтобы порадовать её, в результате чего умерла. Во 2-м сезоне Джули встречается с воскрешённой сестрой и просит прощения за то, что не уделяла ей в детстве много внимания.
Сэйю: Айко Окубо

## Список серий аниме
| #  | Название                                             | Дата выхода      |
| -- | ---------------------------------------------------- | ---------------- |
| 01 | Cherry Blossoms Bloom «Sakura Saku» (サクラサク)     | Октябрь 2, 2008  |
| 02 | What's Your Name? «Kimi no Na wa» (キミノナハ)       | Октябрь 9, 2008  |
| 03 | That Decision «Sono Kakugo» (ソノカクゴ)             | Октябрь 16, 2008 |
| 04 | Looking Back «Furikaeru» (フリカエル)                | Октябрь 23, 2008 |
| 05 | Waiting for You «Kimi o Matsu» (キミヲマツ)          | Октябрь 30, 2008 |
| 06 | Spinning Song «Tsumugu Uta» (ツムグウタ)             | Ноябрь 6, 2008   |
| 07 | Dogwood «Hanamizuki» (ハナミズキ)                    | Ноябрь 13, 2008  |
| 08 | That Time «Sono Toki o» (ソノトキヲ)                 | Ноябрь 20, 2008  |
| 09 | At the End of the Journey «Yukusaki ni» (ユクサキニ) | Ноябрь 27, 2008  |
| 10 | Thorny Path «Ibara Michi» (イバラミチ)               | Декабрь 4, 2008  |
| 11 | In Front of You «Kimi no Mae» (キミノマエ)           | Декабрь 11, 2008 |
| 12 | Cherry Blossoms Scatter «Sakura Mau» (サクラマウ)    | Декабрь 18, 2008 |

## Критика
Представитель сайта Anime News Network, Карл Кимлингер отметил, что никакой уникальной особенности в сериале нет, а именно то, что как правило ожидается от подростков, обладающих супер-силой: милые, с юмором и совершающие сверх-естественные действия, однако в сериале нет и большего. Несмотря на всё это, графика сериала, хоть и стандартная, само аниме выполнено красиво и привлекательно. Персонажи получились симпатичными и достаточно зрелыми, чтобы принимать серьёзные решения, хотя и всё равно обладают стереотипными качествами аниме-персонажей.